# 大竹風雅
大竹 風雅（おおたけ ふうが、1999年8月22日 - ）は、福島県白河市出身のプロ野球選手（投手・育成選手）。右投左打。福岡ソフトバンクホークス所属。2025年8月5日から9月30日までくふうハヤテベンチャーズ静岡に派遣される。

## 経歴

### プロ入り前
白河市立五箇小学校1年から五箇イーグルスでソフトボールをはじめ、白河市立五箇中学校では軟式野球部に所属。
福島県立光南高等学校では1年秋からベンチ入りし、2年秋からはレギュラー二塁手と控え投手を兼任。入学時は体重60kgと線が細くブルペンで少し投げただけで右肘が張るほどだったため、監督の方針で投手としては無理をさせず野手メインで育成された。3年夏は県大会ベスト8に終わり甲子園出場経験はなかった。高校時代の同期に松本京志郎。
進学した東北福祉大学では投手に専念したが、仙台六大学野球リーグでの登板は1年秋と2年春（各1試合）の計2試合にとどまった。また3年秋には右肘のクリーニング手術を受けた。大学ではリーグ戦出場こそ少なかったが、球速が7km/hアップし最速150km/hに到達し、フォークも2種類へと増やすなど力を付け、練習試合では関東の大学や社会人を相手に三振を量産した。大学時代の同期に椋木蓮、三浦瑞樹、大里昂生。
2021年10月11日に開催されたプロ野球ドラフト会議において、福岡ソフトバンクホークスから5位指名を受けた。東北福祉大学OBで、大竹の父と高校時代から旧知の間柄だった（西尾典文によると）担当スカウトの作山和英は、「他の候補選手よりも一番多く見てきた選手。社会人に進んで2年後のドラフトでは取れない選手になると思った」と評している。11月27日、契約金3000万円、年俸600万円で入団に合意した（金額は推定）。背番号は63。大学の同期の三浦が同じくソフトバンクから育成4位で指名されチームメイトとなっている。

### プロ入り後
2022年1月の新人合同自主トレ期間中に右肘のコンディション不良を訴え、4月14日に右肘のトミー・ジョン手術を受けたことが発表された。そのため、この年は一軍・二軍共に登板機会がなく、シーズンオフに戦力外通告を受けた。その後、11月14日に育成選手として再契約した。背番号は136。
2023年、7月の四軍戦で実戦復帰し、二軍公式戦の登板は無かったが、三軍・四軍戦では14試合の登板で24回を投げ、1勝1敗、防御率1.13の成績を残す。10月29日に行われたみやざきフェニックス・リーグ、対東北楽天ゴールデンイーグルス戦では、6回から2番手でリリーフ登板し、2回を無安打無失点で抑えた。11月25日から4年ぶりに台湾で開催された2023アジアウインターベースボールリーグにNPB RED選抜として出場し、7試合の登板で10回を投げ、0勝1敗1ホールド、防御率4.50の成績を残す。
2024年は3月に右の肩甲下筋の肉離れでリハビリ調整となった。7月に復帰し三軍・四軍戦で実戦登板を重ね、9月27日のウエスタン・リーグの広島東洋カープ戦（由宇）で公式戦に初登板し、6回を投げて被安打6、5奪三振、1失点、初勝利の力投を見せた。10月下旬から12月中旬までプエルトリコのウインターリーグであるリーガ・デ・ベイスボル・プロフェシオナル・ロベルト・クレメンテに参加し、松本晴とともにヒガンテス・デ・カロリーナに所属、先発として5試合に登板した。
2025年は、8月5日からシーズン終了までくふうハヤテベンチャーズ静岡に派遣されることが発表された。くふうハヤテでの背番号は36。

## 選手としての特徴
テイクバック小さいのフォームから繰り出す最速152km/hの直球と落差のあるフォークが持ち味。その他変化球はカウント球として使用する落差の少ないスプリット、スライダー、カーブなどを投げる。

## 詳細情報

### 背番号
- 63（2022年[9]）
- 136（2023年[13] - ）
  - 36（2025年8月5日[21] - ） ※くふうハヤテベンチャーズ静岡での背番号

### 登場曲
- 「足音 〜Be Strong」Mr.Children（2022年）
- 「Fanfare」TWICE（2022年）
- 「hold my hand」レディー・ガガ（2023年 - ）
- 「play the game」ロードオブメジャー（2023年 - ）